# Le Continental : D'après l'Univers de John Wick
Ne doit pas être confondu avec The Continentals.
Production
Diffusion
Le Continental : D'après l'Univers de John Wick (The Continental: From the World of John Wick) est une mini-série américaine développée par Greg Coolidge, Kirk Ward et Shawn Simmons, et mise en ligne depuis le 22 septembre 2023 sur Peacock. Il s'agit d'une série dérivée servant de préquelle à la franchise John Wick. Elle reviendra sur la jeunesse du personnage de Winston, incarné par Ian McShane dans les films.
Dans les pays francophones, elle est disponible sur Prime Video.

## Synopsis
Dans les années 1970, l'ancien criminel Winston Scott va devenir propriétaire de l'hôtel The Continental à New York. Il va en faire un refuge pour les assassins, où aucun meurtre ne peut avoir lieu. Le Continental va devenir une sorte de sanctuaire, alors que dehors la ville est marquée par l'hiver du Mécontentement et la montée en puissance de la mafia américaine.

## Distribution

### Principaux
- Mel Gibson (VF : Emmanuel Jacomy) : Cormac O'Connor
- Colin Woodell (VF : Marc Arnaud) : Winston Scott
- Mishel Prada (VF : Déborah Claude) : K. D.
- Ben Robson (en) (VF : Anatole de Bodinat) : Francis « Frankie » Scott
- Hubert Point-Du Jour (VF : Eilias Changuel) : Miles
- Nhung Kate (VF : Jade Nadja Nguyen) : Yen
- Jessica Allain (en) (VF : Esthèle Dumand) : Lou
- Ayomide Adegun (VF : Baptiste Marc) : Charon
- Jeremy Bobb (VF : Jérémie Covillault) : Mayhew
- Peter Greene (VF : Philippe Vincent) : l'oncle Charlie, jeune

### Secondaires
- Adam Shapiro (VF : Jérémy Prévost) : Lemmy
- Katie McGrath : The Adjudicator
- Ray McKinnon (VF : Jean-François Vlérick) : Gene Jenkins
- Mark Musashi (en) et Marina Mazepa (en) : Hansel et Gretel
- Claire Cooper (VF : Marjorie Frantz) : Mrs. Davenport
- Patrick Bergin : Mr. Davenport
- Samuel Blenkin : Thomas Caine
- Connor Crawford : Orson
- Tamzin Griffin : Patricia
- Kirk Ward : Henchman
- La Grand Torino de David Starsky
- Zainab Jah (en) : Mazie
- Dan Li (VF : Omar Yami) : Orphan Master

 Source et légende : version française (VF) sur RS Doublage

## Production

### Développement
En janvier 2017, lors du développement de l'histoire du 3e opus John Wick Parabellum, Derek Kolstad et Chad Stahelski réfléchissent également à des idées de préquelle et suggèrent qu'une série télévisée serait plus appropriée qu'un film. En juin 2017, il est confirmé que la série est en plein développement et qu'elle s'intitulera The Continental, se concentrant ainsi sur l'hôtel servant de refuge aux assassins dans les films John Wick. En janvier 2018, Lionsgate donne le feu vert officiel et indique une diffusion sur la chaîne payante Starz. Il est alors indiqué que Chris Collins devrait servir de show runner,.
Chad Stahelski avait initialement prévu de mettre également en scène le premier épisode et précise par ailleurs que la série servira à raconter les origines de plusieurs personnages des films. En avril 2021, Kevin Beggs, président de Lionsgate Television, déclare que l'équipe veut s'assurer que la série développera l'univers John Wick, sans entraver de potentiels futurs films. Après avoir étudié plusieurs propositions, Lionsgate opte pour l'approche présentée par Greg Coolidge, Kirk Ward et Shawn Simmons. Le format choisi est une série de trois épisodes de 90 minutes suivant un jeune Winston Scott dans les années 1970. Greg Coolidge et Kirk Ward sont alors annoncés comme nouveaux show runners. Albert Hughes et Charlotte Brändström sont engagés comme réalisateurs,.
En avril 2023, la série est rebaptisée The Continental: From the World of John Wick à la suite de la diffusion d'une première bande-annonce.

### Distribution des rôles
En octobre 2021, les membres de la distribution sont annoncés en commençant par Mel Gibson. Colin Woodell est confirmé dans le rôle du jeune Winston Scott, incarné par Ian McShane dans les films de John Wick. En novembre 2021, Peter Greene et Ayomide Adegun sont annoncés dans les rôles respectifs d'Oncle Charlie et Charon, alors que Jeremy Bobb incarnera Mayhew, un nouveau personnage. En février 2022, Katie McGrath est officialisée dans le rôle de "The Adjudicator", Ray McKinnon, Adam Shapiro, Mark Musashi et Marina Mazepa.

### Tournage
Le tournage débute en novembre 2021 à Budapest, en Hongrie,.

### Musique
En avril 2023, il est révélé que le Britannique Raffertie composera la musique de la série.

## Diffusion
La série est initialement annoncée sur Starz. Le 15 août 2022, Starz la revend à Peacock. En mars 2023, Joe Drake — président de Lionsgate — déclare que la série sera diffusée fin 2023 et que les épisodes sont « presque terminés. » La série sera diffusée en septembre 2023. Internationalement, la série sera diffusée sur Amazon Prime.

## Épisodes
1. Frères d'armes (Brothers In Arms)
2. Loyauté au Maître (Loyalty to the Master)
3. Théâtre de la souffrance (Theater of Pain)